# Nizza-Alassio 1989
La Nizza-Alassio 1989, decima edizione della corsa, si svolse il 14 febbraio 1989 su un percorso di 149,5 km. La vittoria fu appannaggio del belga Wim Van Eynde, che completò il percorso in 4h25'10", precedendo gli italiani Marco Vitali e Stefano Della Santa.

## Ordine d'arrivo (Top 10)
| Pos. | Corridore            | Squadra                | Tempo    |
| ---- | -------------------- | ---------------------- | -------- |
| 1    | Wim Van Eynde        | Lotto-Vitus            | 4h25'10" |
| 2    | Marco Vitali         | Atala-Campagnolo       | ?        |
| 3    | Stefano Della Santa  | Pepsi Cola-Alba Cucine | ?        |
| 4    | Jacques Decrion      | Super U-Raleigh-Fiat   | ?        |
| 5    | Ludwig Willems       | Lotto-Vitus            | ?        |
| 6    | Danilo Gioia         | Atala-Campagnolo       | ?        |
| 7    | Giancarlo Perini     | Carrera-Vagabond       | ?        |
| 8    | Andrzej Mierzejewski | Exbud                  | ?        |
| 9    | Andrzej Serediuk     | Exbud                  | ?        |
| 10   | Giuseppe Calcaterra  | Atala-Campagnolo       | ?        |